# Tarzan & Jane
Tarzan & Jane (bra: Tarzan & Jane; prt: Tarzan e Jane) é um filme animado diretamente em vídeo da Disney lançado em 23 de julho de 2002, como sequência para o filme de animação Tarzan de 1999, e usa três episódios da correspondente série de televisão do filme, The Legend of Tarzan. Tarzan II, uma continuação o filme original, foi lançado em 2005. O filme é ambientado um ano após os eventos do primeiro filme.

## Elenco
| Personagem                     | Dublagem original   | Dublagem português  |
| ------------------------------ | ------------------- | ------------------- |
| Tarzan                         | Michael T. Weiss    | Guilherme Briggs    |
| Jane Porter                    | Olivia d'Abo        | Miriam Ficher       |
| Terk                           | April Winchell      | Marya Bravo         |
| Tantor                         | Jim Cummings        | Renato Rosenberg    |
| Merkus                         | Jim Cummings        | Alexandre Moreno    |
| Johannes Niels                 | John O'Hurley       | Clécio Souto        |
| Professor Archimedes Q. Porter | Jeff Bennett        | José Santa Cruz     |
| Robert "Bobby" Canler          | Jeff Bennett        | Márcio Simões       |
| Capitão Nigel Taylor           | Alexis Denisof      | Marco Antônio Costa |
| Eleanor                        | Nicollette Sheridan | Sílvia Goiabeira    |
| Greenly                        | Grey DeLisle        | Sylvia Salustti     |
| Hazel                          | Tara Strong         | Mabel Cezar         |
| Renard Dumont                  | René Auberjonois    | Mauro Ramos         |

## Lançamento
| País           | Data de Lançamento | Título             |
| -------------- | ------------------ | ------------------ |
| Estados Unidos | 23/07/2002         | Tarzan & Jane      |
| Noruega        | 01/08/2002         | Tarzan og Jane     |
| Países Baixos  | 13/08/2002         | Tarzan agus Jane   |
| Itália         | 14/11/2002         | Tarzan e Jane      |
| Brasil         | 12/03/2003         | Tarzan e Jane      |
| Japão          | 08/08/2003         | ターザンとジェーン |

## Ligações Externas
- Tarzan & Jane. no IMDb.